# NGC 4441
NGC 4441 (również PGC 40836 lub UGC 7572) – galaktyka spiralna z poprzeczką (SB0-a), znajdująca się w gwiazdozbiorze Smoka. Odkrył ją William Herschel 20 marca 1790 roku.